# 461

## Události
- Křesťanský misionář Svatý Patrik se vrací do Irska.
- 2. srpna - Císař Maiorianus byl svržen a zavražděn svým vojevůdcem Ricimerem.[1]

## Úmrtí
- 10. listopadu – Lev I. Veliký, 45. papež

## Hlavy států
- Papež – Lev I. Veliký (440–461) » Hilarius (461–468)
- Byzantská říše – Leon I. (457–474)
- Západořímská říše – Maiorianus (457–461) » Libius Severus (461–465)
- Franská říše – Childerich I. (458–481)
- Perská říše – Péróz I. (459–484)
- Ostrogóti – Valamir (447–465/470)
- Vizigóti – Theodorich II. (453–466)
- Vandalové – Geiserich (428–477)